# Nick Miller (Schauspieler)

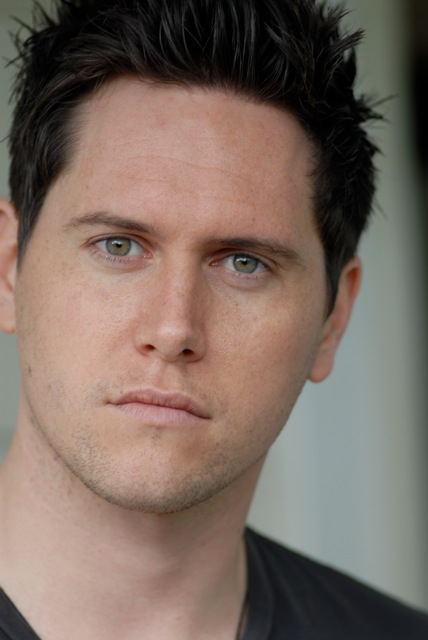
Nick Miller

Nick Miller (* 29. August 1980 in Tokoroa, Neuseeland) ist ein neuseeländischer Schauspieler.
Nick Millers erste Rolle bekam er bei The Tribe. Er spielte dort von 2000 bis 2003 die Rolle des Pride.
Außerdem spielte er in den Jahren 1996 und 2008 in der Serie Shortland Street mit.

## Filmografie
- 1996 & 2008: Shortland Street
- 2000–2003: The Tribe
- 2002: Mord in Greenwich
- 2003: Eddies große Entscheidung
- 2010: Spies and lies